# Robert Koszucki
Robert Szymon Szykier-Koszucki (ur. 18 lipca 1977 w Krakowie) – polski aktor teatralny, telewizyjny i filmowy. Mister Poland 1997, reprezentant Polski w konkursie Mister World 1998.

## Życiorys
Urodził się i wychował w Krakowie. Jego o 10 minut starszy brat bliźniak, Konrad Koszucki, po maturze wyjechał do Portugalii, gdzie, po ukończeniu medycyny chińskiej i akupunktury, podjął pracę jako terapeuta.
W 1997 startował w konkursie Mister Poland. W finale wyborów organizowanych w warszawskim Klubie „Stodoła” otrzymał główny tytuł. Reprezentował Polskę w konkursie Mister World 1998, ale nie zakwalifikował się do finałowej „dwunastki”.
W 1998 podjął studia w Państwowej Wyższej Szkole Teatralnej w Krakowie, którą ukończył w 2001. Na drugim roku studiów wystąpił w roli lokatora w sztuce Pułapka (1999) Franza Kafki w reżyserii Pawła Miśkiewicza. Jeszcze podczas studiów trafił na scenę Teatru im. Juliusza Słowackiego w Krakowie jako Widmo w przedstawieniu Serce moje gram (2001) Stanisława Wyspiańskiego w reż. Krzysztofa Orzechowskiego. W 2001 za rolę Henryka w przedstawieniu dyplomowym Rajski ogródek Tadeusza Różewicza w reż. Pawła Miśkiewicza zdobył wyróżnienie na XIX Festiwalu Szkół Teatralnych w Łodzi.
W 2002 zadebiutował na ekranie rolą Roberta Szwarca w serialu telewizji Polsat Samo życie. Kontynuował karierę teatralną, wystąpił gościnnie w Teatrze Polskim we Wrocławiu w podwójnej roli Diabła i Kuby w Weselu (2002) Wyspiańskiego w reż. Mikołaja Grabowskiego i Uśmiechu grejpruta (2003) Jana Klaty oraz Teatrze Jeleniogórskim im. Cypriana Kamila Norwida w Czerwonych nosach (2005) Petera Barnesa w reż. Małgorzaty Bogajewskiej jako Rochfort. Grał też w krakowskim teatrze Stowarzyszenia Teatralnego „Łaźnia” w Nowej Hucie w spektaklach: Wścieklizna show (2003) na podstawie dramatu Pawła Jurka w reż. Bartosza Szydłowskiego jako Robin oraz From Poland with Love (2006) Pawła Demirskiego w reż. Piotra Waligórskiego jako 1. W Krakowskim Teatrze Scenie STU został zaangażowany m.in. do Wesela (2006) Wyspiańskiego w reż. Michała Zadary jako Czepiec i Rycerz Czarny oraz Biesów (2007) Fiodora Dostojewskiego w reż. Krzysztofa Jasińskiego jako Iwan Pawłowicz Szatow.
W latach 2003–2005 grał w polsatowskim serialu Fala zbrodni. W 2007 przyjął rolę doktora Rafała Konicy w telenoweli TVP2 Na dobre i na złe. W Teatrze 6. piętro wystąpił jako Ben Silverman w Słonecznych chłopcach (2013) Neila Simona w reż. Olgi Lipińskiej. Z kolei Agata Duda-Gracz zaangażowała go do spektaklu Improwizacje#9 (2015) we wrocławskim Teatrze Muzycznym „Capitol”. W Nowym Teatrze w Warszawie wziął udział w dwóch projektach Michała Zadary – Biblia Rdz. 1-11 (2017) i Biblia Rdz. 37-50 (2018). Od 3 do 10 marca 2017 był uczestnikiem siódmej edycji programu rozrywkowego, emitowanej w telewizji Polsat Dancing with the Stars. Taniec z gwiazdami. Jego partnerką była Hanna Żudziewicz. Para odpadła w drugim odcinku, zajmując 10. miejsce. W 2019 wziął udział w 12. serii programu Polsatu Twoja twarz brzmi znajomo. W 2022 został ambasadorem biblioteki cyfrowej „Wolne Lektury” prowadzonej przez fundację Nowoczesna Polska. Od 14 sierpnia 2023 do stycznia 2024 współprowadził program poranny Pytanie na śniadanie.

## Życie prywatne
Jest żonaty z Karoliną Szykier-Koszucką, z którą ma córkę Leę (ur. 2005). Jest związany z Gminą Wyznaniową Żydowską w Warszawie.

## Role teatralne
- 2003: Uśmiech grejpruta (aut. Jan Klata, reż. Jan Klata, Teatr Polski we Wrocławiu) jako &
- 2004: Urojenia (aut. P. Jurek, reż. Krzysztof Rekowski, Warszawa) jako Patryk
- 2005: Zwycięstwo (aut. H. Barker, reż. Helena Kaut-Howson, Wrocławski Teatr Współczesny) jako Jajo
- 2006: Wesele (aut. Stanisław Wyspiański, reż. Michał Zadara, Teatr STU, Kraków) jako Czepiec
- 2007: Biesy (aut. Fiodor Dostojewski, reż. Krzysztof Jasiński, Teatr STU, Kraków) jako Szatow
- 2008: Kupiec wenecki (aut. William Shakespeare, reż. Gabriel Gietzky, Wrocławski Teatr Współczesny) jako książę Maroka

## Filmografia
- 1998: Wielka magia (etiuda szkolna) jako karabinier
- 2001: Upadanie (etiuda szkolna)
- 2002: Na dobre i na złe jako Artur, mąż Ewy (odc. 113)
- 2003: Rajski ogródek: szkice z Różewicza (spektakl telewizyjny)
- 2003–2005: Fala zbrodni jako Tomiak
- 2004: The Aryan Couple jako płaczący mężczyzna
- 2004: M jak miłość jako żołnierz (odc. 242)
- 2006: Wszyscy jesteśmy Chrystusami jako przechodzeń
- 2006: U fryzjera jako masażysta Robert
- 2007: Kryminalni jako Marcel (odc. 72–73)
- 2007: Glina jako Makiwara (odc. 15)
- 2007–2017: Na dobre i na złe jako doktor Rafał Konica
- 2008: Cztery noce z Anną
- 2009–2011: Pierwsza miłość jako Łukasz, trener w clubie Olimpion
- 2011: Plebania jako Wojciech Szefner
- 2011: Och, Karol 2 jako Paweł
- 2011: Głęboka woda jako policjant (odc. 9)
- 2012–2013: Na krawędzi jako Robert „Mayer” Majerski
- 2012: Komisarz Alex jako dowódca antyterrorystów (odc. 18)
- 2013: Galeria jako Drzazga (odc. 140–142)
- 2013: Ojciec Mateusz jako:
  - Radosław Strąk (odc. 120)
  - Jarosław (odc. 172)
- 2014: Czas honoru. Powstanie jako kapitan Siergiejew (odc. 10–12)
- 2015: Nie rób scen jako Maciej, kolega Rafała (odc. 6)
- 2015: Singielka jako prezes konkurencji (odc. 33–34, 36)
- 2017: Porady na zdrady jako Rafał, narzeczony Kaliny
- 2017: Najpiękniejsze fajerwerki ever jako żołnierz na barykadzie
- 2018: Plan B jako facet na lodowisku
- 2018: O mnie się nie martw jako Grzegorz (odc. 102–104)
- 2021: Komisarz Mama jako Dariusz Wolski (odc. 7)
- 2023: Przysięga Ireny jako oficer SS